# Myliobatis tenuicaudatus
Myliobatis tenuicaudatus és una espècie de peix de la família dels miliobàtids i de l'ordre dels myliobatiformes.

## Morfologia
- Els mascles poden assolir 150 cm de longitud total.[2][3]

## Reproducció
És ovovivípar.

## Alimentació
Menja cloïsses, ostres, cucs i crancs.

## Hàbitat
És un peix marí, de clima temperat i bentopelàgic que viu entre 0–160 m de fondària.

## Distribució geogràfica
Es troba a l'oceà Pacífic sud-occidental: Nova Zelanda, incloent-hi les Illes Kermadec.

## Costums
És una espècie solitària.

## Observacions
Tot i que el fibló verinós que té a la cua és capaç d'infligir una ferida dolorosa, el verí és ràpidament neutralitzat per immersió de la zona lesionada en aigua calenta.